# Unione dei Circoli di Educazione Fisica
L'Unione dei Circoli di Educazione Fisica (acronimo UCEF), in lingua slovena Zveza društev telesne vzgoje (acronimo ZDTV), fu una federazione operante tra il 1945 e il 1955 nelle zone della Venezia Giulia sotto occupazione militare, dal 1947 al 1954 ristrette al Territorio Libero di Trieste. Di carattere filo-jugoslavo, entrò in contrasto e in concorrenza con il CONI provinciale di Trieste. Con la spartizione del Territorio Libero tra Italia e Jugoslavia avvenuta nel 1954, l'UCEF si sciolse nell'estate dell'anno successivo.

## Storia
L'UCEF sorse nell'agosto del 1945 (non è chiaro se il 15 o il 9) nella Venezia Giulia occupata in parte dall'esercito jugoslavo che mirava ad annettersi l'intera regione. Nel proprio statuto l'UCEF dichiarava il seguente obiettivo:
(Zanetti Lorenzetti, p. 27.)
Organizzazione favorevole all'annessione di Trieste e dell'intera Venezia Giulia alla Jugoslavia, l'UCEF non aveva enti sportivi concorrenti nella zona B sotto l'occupazione titina mentre dovette fronteggiare la concorrenza del CONI nella zona A sotto l'occupazione anglo-americana. Le due organizzazioni concorrenti, CONI provinciale di Trieste e UCEF, si lanciarono attacchi reciproci, con il CONI bollato come "fascista" e l'UCEF come "il CONI jugoslavo di Trieste"; in risposta a tali illazioni, il CONI ribadì il proprio antifascismo mentre l'UCEF negò di essere diretta emanazione dell'UAIS (Unione Antifascista Italo Slava) e di avere legami con il governo jugoslavo.
Nel settembre 1946 l'UCEF inviò richiesta di essere inserito tra i membri permanenti del CIO, sulla base dell'imminente istituzione del Territorio Libero di Trieste, ma il Comitato Olimpico Internazionale la respinse, sposando le tesi del CONI secondo cui gli atleti del costituendo territorio libero, da non riconoscere come nazione autonoma, avrebbero dovuto concorrere o per l'Italia o per la Jugoslavia in base alla loro libera scelta. Nel corso del 1947 il CONI continuò a osteggiare l'attività della concorrente UCEF proibendo agli atleti delle società a esso affiliate di prendere parte a gare o competizioni non riconosciute dal CONI stesso pena la squalifica. Nel maggio 1947 fu istituito un comitato promotore che si prefissava l'obiettivo di raggiungere la fusione tra UCEF e CONI provinciale di Trieste in un Comitato Olimpico Triestino che avrebbe rappresentato il Territorio Libero di Trieste alle Olimpiadi e alle altre competizioni internazionali, non riuscendo tuttavia nell'intento. Nel giugno 1947 il CIO confermò che alle olimpiadi del 1948 gli atleti del Territorio Libero di Trieste non avrebbero rappresentato il suddetto territorio ma l'Italia o la Jugoslavia in base alla loro libera scelta. Furono vani i tentativi successivi da parte del suddetto comitato promotore di convincere il CIO a riconoscere il Territorio Libero di Trieste come nazione autonoma, sia per le Olimpiadi del 1948 sia per quelle del 1952, in quanto il suddetto Territorio non era stato ancora legalmente costituito. Anche la FIFA negò il riconoscimento all'UCEF, mentre l'UCI la riconobbe soltanto parzialmente. In compenso, delle rappresentative triestine presero parte alle edizioni 1946, 1947 e 1948 dei Giochi Balcanici e alle edizioni 1947, 1951 e 1953 del Festival Mondiale della Gioventù.
Nelle stagioni 1945-1946 e 1946-1947 l'UCEF aveva giurisdizione sull'intera Venezia Giulia e organizzò dei campionati giuliani sia negli sport individuali sia in quelli di squadra (come il calcio e la pallacanestro). Furono organizzate delle trasferte in Jugoslavia per disputarvi delle gare, sia negli sport individuali sia in quelli di squadra. Con il trattato di pace del 1947, con cui venne ceduta alla Jugoslavia gran parte della Venezia Giulia, la giurisdizione dell'UCEF si restrinse al solo Territorio Libero di Trieste e i campionati giuliani cambiarono denominazione in campionati del TLT.
In conseguenza alla rottura tra Tito e Stalin e alla conseguente uscita della Jugoslavia dal Cominform, nel 1949 si ebbe uno scisma all'interno dell'UCEF che si spaccò in due. La UCEF gestita dai dirigenti filojugoslavi veniva chiamata dal giornale Il Corriere di Trieste "UCEF L" (dove la "L" è l'iniziale del suo principale dirigente Ludovisi) mentre quella gestita dai dirigenti cominformisti veniva chiamata "UCEF W" (dove "W" è l'iniziale del suo principale dirigente Walderstein) anche se, in seguito a una lettera di diffida ricevuta da Walderstein, il quotidiano triestino cambiò la "W" in "M". In seguito allo scisma l'UCEF M si trovò costretta a organizzare campionati nella sola zona A (quella occupata dagli angloamericani) mentre l'UCEF L si trovò senza concorrenti nella zona B (occupata dagli jugoslavi) organizzando manifestazioni sportive anche nella zona A.
Nel corso della seconda metà del 1952, l'UCEF L cessò la propria attività e le società sportive della zona B (come Izola e Koper) confluirono nei campionati jugoslavi; anche alcune società della zona A, rappresentanti la minoranza slovena a Trieste, presero parte a competizioni jugoslave (campionato del litorale sloveno) nella sola stagione 1952-1953, per poi dovervi rinunciare a causa dell'aggravarsi, nell'autunno del 1953, della questione triestina con conseguente chiusura delle frontiere. In seguito al memorandum di Londra del 1954, che portò la zona A sotto l'amministrazione civile italiana e la zona B sotto l'amministrazione civile jugoslava, l'UCEF si sciolse il 13 giugno 1955 confluendo nell'UISP, organizzazione sportiva con obiettivi molto simili fondata a Roma nel 1948 con cui da tempo erano stati avviati rapporti di proficua collaborazione.

## Albi d'oro

### Calcio
Campionato giuliano
- 1945-46 - ?
- 1946-47 - Rudar Arsia[11]

Campionato del TLT
- 1947-48 - Servolana (Trieste)[12]
- 1948-49 - Aurora Capodistria[13]

Campionato del TLT (UCEF M)
- 1949-50 - Frausin (Muggia)
- 1950-51 - Frausin (Muggia)
- 1951-52 - Frausin (Muggia)
- 1952-53 - ?
- 1953-54 - ?
- 1954-55 - ?

Campionato del TLT (UCEF L)
- 1949-50 - Arrigoni (Isola d'Istria)[14]
- 1950-51 - Montebello (Trieste)[15][16]
- 1951-52 - Pirano[17]

### Pallacanestro maschile
- 1948-49 - Tomasi